# ميرزا بابا (رسام)

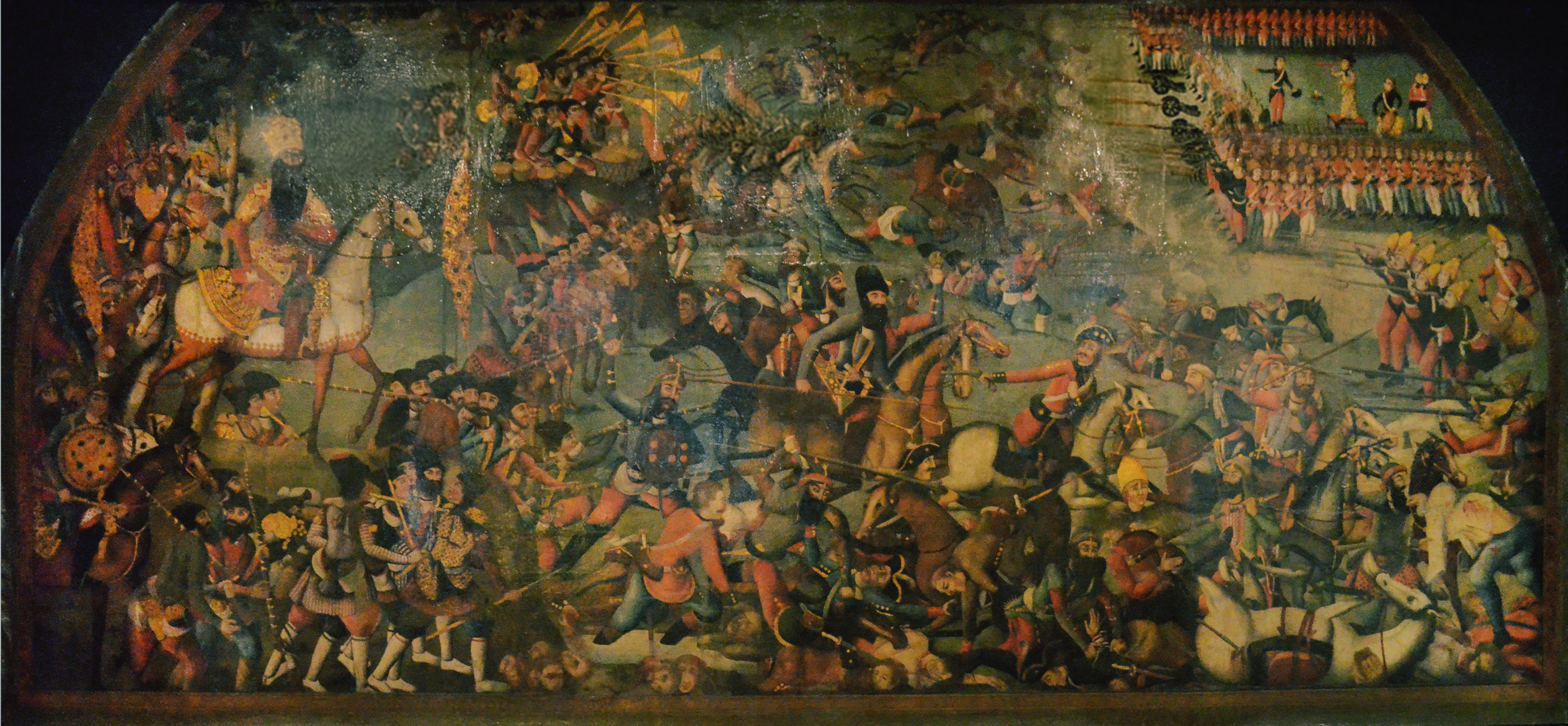
تصوير انتصار فتح علي شاه قاجار على الإمبراطورية الروسية في حصار إيريفان عام 1804 بريشة ميرزا بابا. وهو محفوظ في المتحف الوطني الإيراني في طهران.

ميرزا بابا (الفارسية: میرزابابا؛ ازدهر في 1785–1830 م) كان رسّامًا إيرانيًّا من عائلة الإمامي في أصفهان الذين عملوا في طهران في عهد محمد خان القاجاري (حكم 1789-1797 م) وفتح علي شاه قاجار (حكم. 1797–1834 م).
كان ميرزا بابا وميهر علي [الإنجليزية] من أبرز الرسامين في العقدين الأولين من القرن التاسع عشر في إيران.